# Da Boom
"Da Boom" (em português, "A Bomba") é o terceiro episódio da segunda temporada da série de comédia animada Uma Família da Pesada. Originalmente, foi exibido na Fox dos Estados Unidos em 26 de dezembro de 1999. Mostra a família Griffin após um holocausto nuclear, que ocorreu por causa do Y2K na véspera do ano novo. A família, então, viaja em procura de comida e, eventualmente, decide morar em uma cidade que  fica perto de uma fábrica de Twinkie. Peter assume o controle do município, se tornando prefeito, mas logo após sofre de fome e é retirado do cargo.
O episódio foi escrito por Neil Goldman, Garett Donovan e dirigido por Bob Jacques. Recebeu destaque de Ahsan Haque por seu enredo e uso de referências culturais. Participam como convidados Patrick Duffy, Victoria Principal, Jack Perkins e Will Sasso, juntamente com o elenco habitual da série. Este é o primeiro episódio em que Mila Kunis dubla a voz de Meg Griffin.

## Enredo
Depois que um homem vestido de galo avisa Peter que o mundo irá acabar por causa do Y2K, tranca sua família no porão em 31 de dezembro de 1999, embora eles protestem pois gostariam de ir em uma festa de ano novo. A família Griffin gasta os minutos seguintes no local vestindo roupas a prova de materiais perigosos e, de repente, ocorre um holocausto nuclear à meia noite por causa do Y2K, destruindo o mundo e causando mutação, ferindo ou matando grande parte dos cidadãos sobreviventes de Quahog, no entanto, os Griffins permanecem livres das mutações. Ao perceber que são sobreviventes, a família descobre que Joe se fundiu com seu automóvel, seu filho Kevin foi vaporizado, Quagmire e Cleveland se uniram em somente um corpo, sendo chamados de "Clevemire" com o antigo desejo de serem chamados de "Quagland"; Tom Tucker e Diane Simmons comeram Tricia Takanawa. Morrendo de fome, Peter imediatamente come todas as refeições desidratadas, sem adicionar água. Ainda faminto, recorda-se de que o lanche Twinkie é a única comida que pode sobreviver a um holocausto nuclear. Desesperados, a família viaja para Natick, Massachusetts, com a esperança de que a fábrica deste alimento não tenha sido atingida. No caminho, Stewie é exposto ao líquido nuclear e rapidamente se transforma em uma criatura parecida com um polvo. Ao chegar em Natick, descobrem que a indústria ainda está levantada, em perfeitas condições. Criando expectativas de que é possível viver com esta comida, decidem criar uma cidade, chamada Nova Quahog. Decidiram estabelecer um governo municipal, e Peter se declara o prefeito, já que a ideia de procurar a fábrica foi dele. Aceitando o argumento, Joe e Clevemire se juntam a ele para formar uma decisão de conselho. O prefeito continua fazendo decisões terríveis, a última palha é arrancada quando Peter destrói o sistema de irrigação para que pudesse usar seus tubos para fazer pistolas e outras armas, ultrajando os cidadãos. Ao mesmo tempo, Stewie, que "ganhou circunferência" de acordo com si mesmo, continua se transformando em um polvo e, de repente, põe centenas de ovos no porão da casa.
Embora Peter insista que é perfeito para continuar na liderança da nova comunidade, as pessoas da cidade tiram-o de Nova Quahog e sua família o segue. Os cidadãos queimam as pistolas feitas pelo ex-prefeito com os tubos no meio da praça da cidade. Ao arremessar a última pistola na pilha, centenas de recém-gerados polvos Stewie nascem, e começam a destruir o município; as pessoas não são capazes de se protegerem dos mutantes. Enquanto a família vai embora, durante a destruição da cidade, decidem continuar até achar uma fábrica de Carvel (creme alimentício) em Framingham, Massachusetts. O episódio termina com uma paródia live-action de Dallas, na qual Pamela Barners Ewing acorda para encontrar seu marido, Bobby, no chuveiro. Surpreso ao vê-la no banheiro, Pamela começa a contar sobre o episódio, que aparentemente era um sonho, dando continuidade retroativa à história. Depois que a moça fala sobre o acontecido, seu marido responde perguntando "O que é Uma Família da Pesada?", e ambos viram e olham confusos diretamente para a câmera.

## Produção

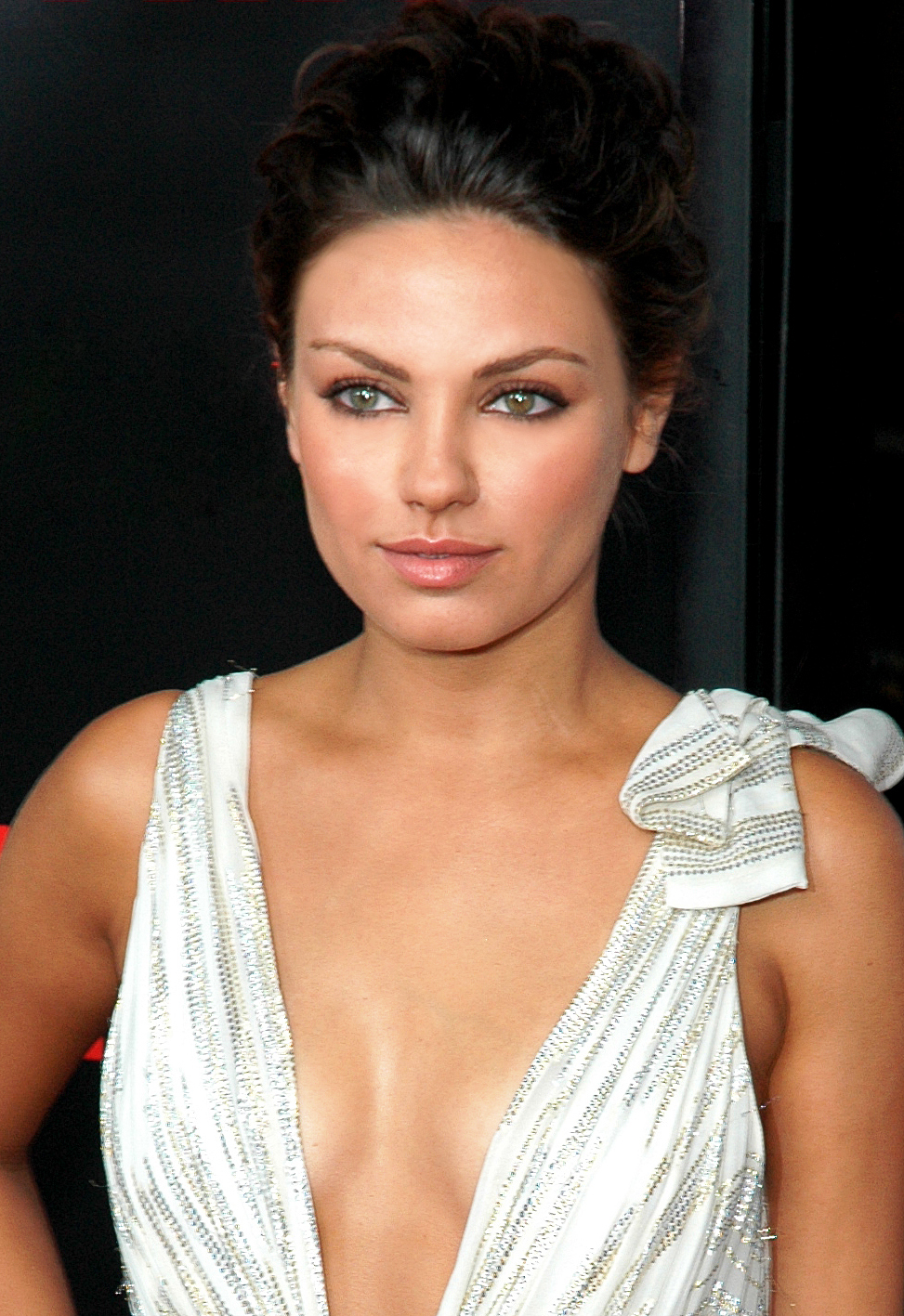
Este é o primeiro episódio que apresenta a nova dubladora de Meg, Mila Kunis.

A Bomba foi o terceiro episódio da segunda temporada de Uma Família da Pesada, e o primeiro a ser dirigido por Bob Jacques. Foi escrito pela equipe Neil Goldman e Garett Donovan, que já escreveram episódios para a primeira temporada da série, como "Mente Perigosa".
Esta foi a primeira aparição de Mila Kunis como dubladora de Meg. Lacey Chabert, a voz original de Meg, deixou a série por causa da falta de tempo para administrar seu papel em Party of Five e trabalhos escolares. Kunis recebeu o papel após participar de audições e ocorrer uma leve reescrita da personagen, em parte por causa de sua performance em That '70s Show. Seth MacFarlane, o criador do programa, chamou Kunis de volta depois de sua primeira audição, dando instruções de como falar mais lentamente, e disse a ela para voltar outra vez e pronunciar mais. Ao afirmar que obteve controle de sua voz, MacFarlane contratou-a.
"A Bomba" também introduziu um novo personagem, Ernie, um galo antropomórfico que é rival de Peter. Ambos tiveram uma longa e inesperada briga, que interrompe o enredo principal. Isto se tornou uma piada habitual, aparecendo em episódios como "Ambição Cega", "No Chris Left Behind" e "Conheça os Quagmires". Foi dublado pelo escritor habitual do seriado Danny Smith.
Juntamente com o elenco habitual, participaram como convidados a atriz Victoria Principal, o comediante e ator Will Sasso, o repórter e comentarista Jack Perkins e o dublador Patrick Duffy. A dubladora de personagens secundários Lori Alan fez pequenas aparições.